# Hugo Väli
Hugo-Eugen Väli (né le 19 juin 1902 à Saue à l'époque dans l'Empire russe et aujourd'hui en Estonie, et mort le 30 novembre 1943 à Sverdlovsk à l'époque en URSS et aujourd'hui en Russie) est un joueur de football international estonien, qui évoluait au poste d'attaquant.
Il meurt après avoir été déporté dans un goulag stalinien.

## Biographie

### Carrière en club
Hugo Väli joue en faveur du Tallinna Kalev et du Tallinna JK.

### Carrière en sélection
Hugo Väli reçoit 12 sélections en équipe d'Estonie entre 1923 et 1925, inscrivant un but.
Il joue son premier match en équipe nationale le 19 septembre 1923, en amical contre l'Union soviétique (défaite 2-4 à Tallinn). Il inscrit son seul but avec l'Estonie le 25 juillet 1924, en amical contre la Suède (défaite 5-2 à Stockholm). Il reçoit sa dernière sélection le 26 août 1925, en amical contre la Lettonie (match nul 2-2 à Tallinn).
Il participe avec l'équipe d'Estonie aux Jeux olympiques de 1924. Lors du tournoi olympique organisé à Paris, il joue un match contre les États-Unis, avec pour résultat une défaite 1-0 au Stade Pershing.

## Palmarès
| Tallinna Kalev - Championnat d'Estonie (1) : - Champion : 1923. |  | TJK - Championnat d'Estonie (1) : - Champion : 1928. |